# SHS VIc7
SHS VIc7 war die Typenbezeichnung für Mallet-Lokomotiven mit sechs Kuppelachsen der Železnice Kraljevine Srba, Hrvata i Slovenaca (SHS, Eisenbahnen des Königreichs der Serben, Kroaten und Slowenen). Die Lokomotiven in Bosnischer Spurweite stammten von den deutschen Herstellern Borsig und Henschel & Sohn.

## Nassdampf-Tenderlokomotiven (JDŽ 91)
Die erste Serie SDŽ 501 bis 505 der Nassdampf-Tenderlokomotiven stammte von den Serbischen Staatsbahnen Srpske Državne Železnice (SDŽ), die zweite Serie kukHB VI von der k.u.k. Heeresbahn. Bei den Jugoslawischen Eisenbahnen (JDŽ, später JŽ) wurden die Tenderlokomotiven als Baureihe 91 bezeichnet.

## Heißdampf-Schlepptenderlokomotiven (JDŽ 92)
Die 1917 von der deutschen Versuchsabteilung des Militär-Verkehrswesens bestellten Heißdampf-Schlepptenderlokomotiven wurden nach dem
Vorbild der Tenderlokomotiven SDŽ 501 bis 505 neu entwickelt. Sie gelangten nach dem Krieg zu den SHS und später zu den JDŽ, die sie als Baureihe 92 bezeichneten.